# Martin Bossange
Martin Bossange, né à Bordeaux le 2 février 1765 et mort dans le 8e arrondissement de Paris le 24 octobre 1865, est un éditeur et imprimeur-libraire français.
Il est considéré comme un pionnier en matière de commerce international du livre.

## Parcours

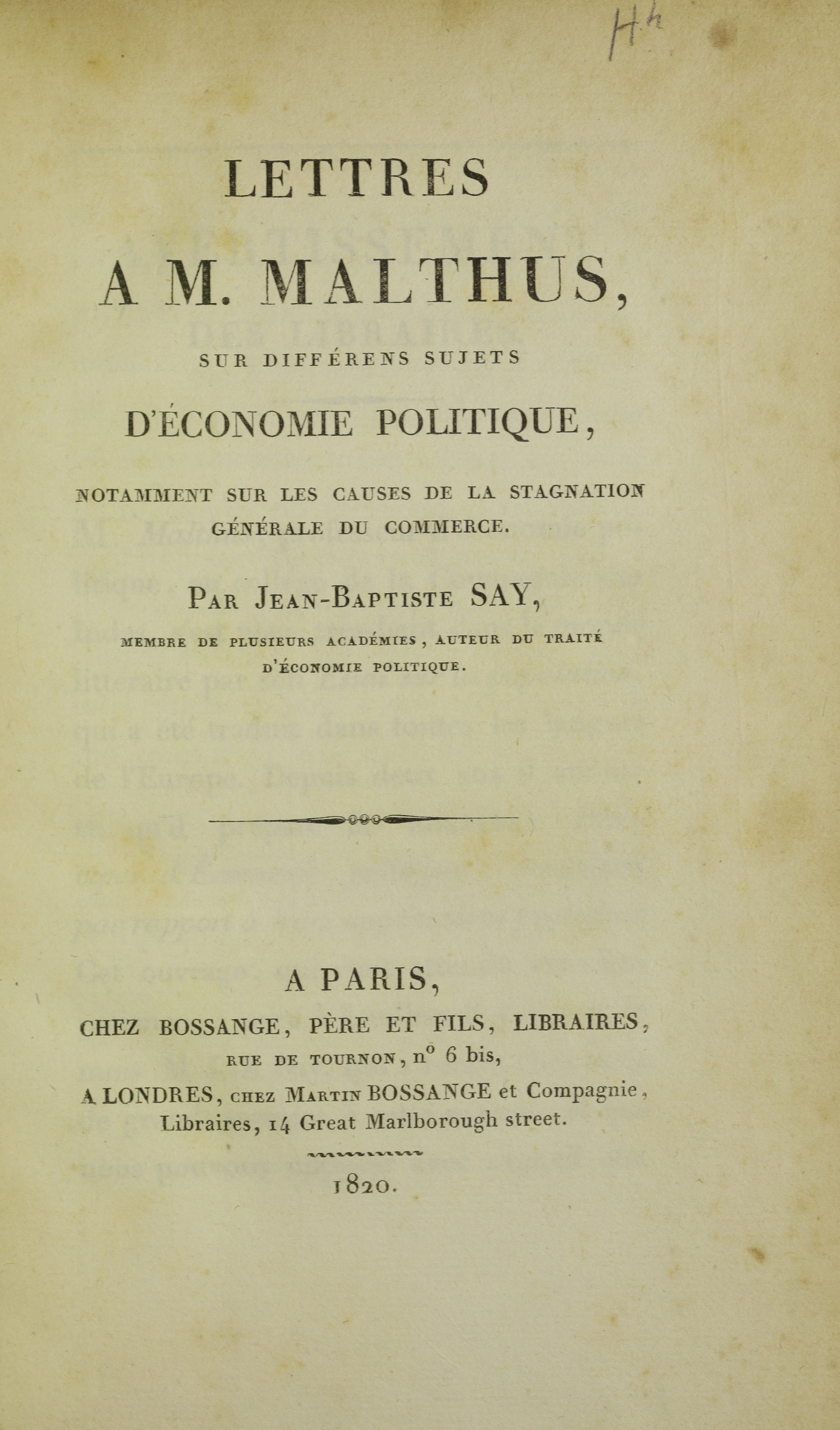
Livre publié par Bossange père et fils, établis à Paris, et Martin, à Londres (1820).

Âgé de vingt ans, Martin Bossange arrive à Paris chez le libraire Edme-Jean Le Jay. Lié à Talma, Bossange rencontre son premier succès de librairie avec le Charles IX de Marie-Joseph Chénier, vendu à 50 000 exemplaires. En 1792, il forme une association de libraires avec deux lyonnais, Besson et Joseph-René Masson qui deviendra en 1798 la société Bossange, Masson et Besson. 
Cette maison se tourne rapidement vers le commerce international de livres : Bossange ouvre une librairie en Haïti dès 1801, puis, en dépit du blocus, un comptoir en Angleterre. Après la fin de l'Empire, il crée des filiales à Madrid, Naples, Leipzig, Montréal, Mexico et Rio de Janeiro. La tête de pont de ces échanges internationaux est Londres où Bossange et ses associés s'unissent à Barthès et Lowell pour y fonder une librairie importante – elle sera revendue à ces derniers en 1826.
En 1818, Bossange se sépare de Masson et revend l'imprimerie qui fabriquait le Journal de la librairie. Son activité se concentre sur l'édition de nouveauté, le négoce d'édition plus ancienne et la librairie de commission avec l'étranger. En 1825, son siège se situe au 60 rue de Richelieu, en un lieu appelé « galerie de Bossange père », afin de le distinguer de la maison Bossange frères ouverte au 12 rue de Seine quelques années auparavant par ses fils, Hector (1795-1884) et Adolphe (1797-1862).
Automne 1830, Martin Bossange dépose le bilan à la suite de nombreuses difficultés financières mais réussit à reprendre ses activités en Allemagne, à Leipzig, où il s'associe à Johann Jakob Weber avec lequel il édite l'un des tout premiers magazines destinés aux familles.
Martin prend sa retraite en 1837 après avoir revendu ses parts allemandes à Brockhaus. 
Ses fils, Hector et Adolphe, développent une activité indépendante de librairie internationale, activité que poursuivront Gustave et Edmond, les deux enfants d'Hector jusque vers la fin du XIXe siècle.
La famille Bossange reste avec Louis Hachette l'une des premières maisons d'édition à avoir développé le commerce du livre à l'échelle mondiale.